# Invenzioni e Sinfonie di Johann Sebastian Bach

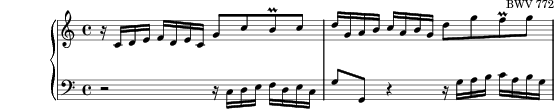
Prime battute della prima invenzione

Le Invenzioni e Sinfonie di Johann Sebastian Bach, BWV 772-801, più comunemente chiamate Invenzioni a due e tre voci, sono una raccolta di composizioni per clavicembalo di Johann Sebastian Bach.

## Storia
Le prime origini delle Invenzioni e Sinfonie di Johann Sebastian Bach si ritrovano nel Clavierbüchlein für Wilhelm Friedemann Bach, libretto di composizioni scritte da Johann Sebastian Bach per il suo primogenito maschio Wilhelm Friedemann Bach. Sull'autografo, custodito nella biblioteca della scuola di musica della Yale University a Newhaven (Connecticut, USA), si legge "iniziato a Köthen il 22 gennaio 1720" e le composizioni vengono indicate con "Preambulum e Fantasie".
| N° | Sinfonie / Fantasie | Invenzioni / Preambulum |
| -- | ------------------- | ----------------------- |
| 1  | Do maggiore         | Do maggiore             |
| 2  | Re minore           | Do minore               |
| 3  | Mi minore           | Re maggiore             |
| 4  | Fa maggiore         | Re minore               |
| 5  | Sol maggiore        | Mi ♭ maggiore           |
| 6  | La minore           | Mi maggiore             |
| 7  | Si minore           | Mi minore               |
| 8  | Si ♭ maggiore       | Fa maggiore             |
| 9  | La maggiore         | Fa minore               |
| 10 | Sol minore          | Sol maggiore            |
| 11 | Fa minore           | Sol minore              |
| 12 | Mi maggiore         | La maggiore             |
| 13 | Mi ♭ maggiore       | La minore               |
| 14 | Re maggiore         | Si ♭ maggiore           |
| 15 | Do minore           | Si minore               |

In una seconda rielaborazione fatta da Bach, fra le tante modifiche, vengono cambiati anche i nomi delle composizioni con "Invenzioni e Sinfonie"
I due gruppi di composizioni sono composti secondo il criterio tonale di due scale, una ascendente e una discendente.
Di "Invenzioni e Sinfonie" ci sono due manoscritti autografi, custoditi nella biblioteca statale tedesca di Berlino.
Uno di questi due autografi è del 1723 e le Invenzioni precedono le Sinfonie (come nel Clavierbüchlein); la successione tonale dei pezzi è in ordine ascendente.
Nel frontespizio di questo autografo lo stesso Bach scrive:
(Joh. Seb. Bach, Maestro di Cappella di Sua Altezza il Principe di Anhalt-Köthen, Anno Christi 1723)
L'altro autografo, forse scritto a Köthen, non ha data; qui ogni Invenzione è seguita dalla relativa Sinfonia nella stessa tonalità; anche  in questo caso la successione tonale dei pezzi è in ordine ascendente.
Mentre tra i "Preamboli e Fantasie" e le "Invenzioni e Sinfonie" ci sono diverse differenze musicali, tra i due diversi manoscritti delle "Invenzioni e Sinfonie" le differenze stanno solo negli abbellimenti.